# 샹프로미에
샹프로미에 (Champfromier)는 프랑스 오베르뉴론알프 앵주의 코뮌이다.

## 지리
쥐라 산맥 남서쪽의 포실 고개를 지나는 도로가에 자리해 있으며, 벨가르드쉬르발세린에서 15km 정도 떨어진 지점에 위치해 있다. 발세린 계곡의 입구 지점에 있으며 오트쥐라 지방 자연공원 (오트쥐라 남쪽 산맥)에 속해 있다.
북쪽으로는 쥐라주의 라페스와 접하며, 이곳에서 시계방향으로 셰제리포랑, 몽탕주, 생제르맹드주, 지롱, 벨레두 코뮌과 경계를 이룬다.

## 역사
샹프로미에 교구는 낭튀아 지역 일대를 포괄하였다. 낭튀아 소수도원의 원장은 샹프로미에 영주였다. 이당시 샹프로미에 교구는 대표마을인 샹프로미에, 몬티에 (Monnetier), 코뮈날 (Communal), 지롱드방 (Giron-Devant)의 네 개 마을로 이루어졌다. 지릉드방은 프랑스 혁명 대에 이르러 샹프로미에로 흡수되었고 이후로는 지롱데리에르와 다시 통합되어 지롱 코뮌이 새로 신설되었다.
1601년에는 리옹 조약 체결로 부르고뉴에서 프랑스로 뷔제 지역이 넘어가면서 샹프로미에도 같이 넘어가게 되었다. 이 당시 만들어진 경계선은 지금도 존재하고 있다.
1806년만 하더라도 1,360명에 달했던 마을 인구수는 1975년에는 326명으로 급격히 감소하였으나, MGI 쿠티에가 설립되면서 2006년에는 606명으로 늘었다.

## 경제
프랑스의 자동차 기업 MGI 쿠티에의 본사가 샹프로미에에 위치해 있다. 또한 벨레 지역에 속해 있는 만큼 임업으로도 유명하며 샹프로미에 숲을 비롯한 숲지대가 코뮌 내에 분포해 있다.

## 인구
| 연도 | 인구 | ±%    |
| ---- | ---- | ----- |
| 2004 | 613  | —     |
| 2006 | 606  | −1.1% |
| 2007 | 630  | +4.0% |
| 2008 | 653  | +3.7% |
| 2009 | 676  | +3.5% |
| 2010 | 677  | +0.1% |
| 2011 | 676  | −0.1% |
| 2012 | 696  | +3.0% |
| 2013 | 713  | +2.4% |
| 2014 | 730  | +2.4% |
| 2015 | 735  | +0.7% |
| 2016 | 729  | −0.8% |

## 자매 도시
- 프랑스 보클뤼즈주 퓌메라 (1993년)

## 같이 보기
- 앵 주의 코뮌 목록